# Deuil-la-Barre
Deuil-La Barre é uma comuna situada no departimento da Val-d'Oise na Região da Île-de-France. Sua população é de 20 160 habitantes.